# Scottish Green Party
Die Scottish Green Party (schottisch-gälisch Pàrtaidh Uaine na h-Alba, Scots Scots Green Pairtie, deutsch Schottische Grüne Partei), auch bekannt als Scottish Greens ist eine grüne Partei in Schottland und selbstständiges Mitglied der Europäischen Grünen Partei.

## Geschichte
Bis 1990 waren die schottischen Grünen Teil der Green Party des Vereinigten Königreiches von Großbritannien und Nordirland (wie sie damals hieß), bis sie sich als Scottish Green Party selbständig machte. Diese Trennung von der Ursprungspartei beruhte nicht auf politischen Differenzen, sie sollte vielmehr die grüne Forderung nach einer Dezentralisierung Großbritanniens bzw. die Unabhängigkeitsbestrebungen in Schottland unterstützen.
Die Partei unterstützte die Kampagne für die Unabhängigkeit beim Referendum über die Unabhängigkeit Schottlands 2014 und spricht sich 2017 für ein zweites Unabhängigkeitsreferendum aus.
Patrick Harvie kündigte im April 2025 an, nicht mehr als Co-Vorsitzender der Partei kandidieren zu wollen. Er war zu dem Zeitpunkt der am längsten amtierende Vorsitzende einer Partei in Schottland überhaupt. Im Juli des Jahres gab er seine Absicht bekannt, bei den Parlamentswahlen 2026 erneut ein Mandat in Holyrood anzustreben. Dies stieß auf die Ablehnung fundamentaler Gruppen in der Partei. Kommentatoren fragten, ob sich die Partei im Bürgerkrieg befinde.

## Wahlen
Bei den Wahlen zum ersten schottischen Parlament im Jahr 1999 gelang es Robin Harper in der Region Lothians gewählt zu werden, er wurde damit der erste grüne Parlamentarier Großbritanniens. Die Partei profitierte von der Tatsache, dass das eigenständige schottische Parlament in einer Kombination von Mehrheits- und Verhältniswahlrecht gewählt wird.
Im Jahr 2003 konnten die schottischen Grünen ihre Position stark ausbauen, mit 6,9 % der Stimmen eroberten sie sieben von 129 Mandaten.
Bei den Wahlen 2007 musste die Partei einen Rückschlag hinnehmen, sie verlor ein Drittel ihrer Stimmen und fünf von sieben Mandaten. Bei den gleichzeitig stattfindenden (und zum ersten Mal mit STV durchgeführten) Kommunalwahlen konnten die Grünen allerdings acht neue Ratssitze erobern: fünf in Glasgow und drei in Edinburgh.
Im Mai 2011 gewann die Green Party 4,4 % der Stimmen und zwei Sitze im schottischen Parlament. Im Vergleich zur Wahl 2007 (4,0 %) gab es wieder ein leichtes Plus, und auch die Zahl der Sitze konnte gehalten werden. Vom Bündnispartner der Green Party, der SNP, wurde erstmals die absolute Mehrheit der Sitze errungen. Die SNP vertritt ebenfalls einige grüne Positionen, unter anderem den Ausstieg aus der Kernenergie und den Ausbau erneuerbarer Energien auf 100 % des schottischen Energiebedarfs bis 2020.
Bei der schottischen Parlamentswahl im Mai 2016 gewann die Partei 6,6 % der Listenstimmen und 6 Mandate im 129 Abgeordnete zählenden schottischen Parlament.

## Wahlergebnisse
Prozentergebnisse und Gesamtsitze beziehen sich auf Schottland. Unterhauswahlen erfolgten durchgehend nach Mehrheitswahlrecht, Wahlen zum schottischen Parlament nach einem Mixed-Member Proportionalsystem und ab 1999 auch Wahlen zum Europaparlament nach Verhältniswahlrecht.
| Jahr | Wahl                              | Stimmenanteil | Sitze |
| ---- | --------------------------------- | ------------- | ----- |
| 1994 | Europawahl 1994                   | 1,6 %         | 0/8   |
| 1997 | Unterhauswahl 1997                | 0,0 %         | 0/72  |
| 1999 | Parlamentswahl in Schottland 1999 | 3,6 %         | 1/129 |
| 1999 | Europawahl 1999                   | 5,8 %         | 0/8   |
| 2001 | Unterhauswahl 2001                | 0,2 %         | 0/72  |
| 2003 | Parlamentswahl in Schottland 2003 | 6,9 %         | 7/129 |
| 2004 | Europawahl 2004                   | 6,8 %         | 0/7   |
| 2005 | Unterhauswahl 2005                | 1,1 %         | 0/59  |
| 2007 | Parlamentswahl in Schottland 2007 | 4,0 %         | 2/129 |
| 2009 | Europawahl 2009                   | 7,3 %         | 0/6   |
| 2010 | Unterhauswahl 2010                | 0,7 %         | 0/59  |
| 2011 | Parlamentswahl in Schottland 2011 | 4,4 %         | 2/129 |
| 2014 | Europawahl 2014                   | 8,1 %         | 0/6   |
| 2015 | Unterhauswahl 2015                | 1,3 %         | 0/59  |
| 2016 | Parlamentswahl in Schottland 2016 | 6,6 %         | 6/129 |
| 2017 | Unterhauswahl 2017                | 0,2 %         | 0/59  |
| 2019 | Europawahl 2019                   | 8,2 %         | 0/6   |
| 2019 | Unterhauswahl 2019                | 1,0 %         | 0/59  |
| 2021 | Parlamentswahl in Schottland 2021 | 8,1 %         | 8/129 |
| 2024 | Unterhauswahl 2024                | 3,8 %         | 0/57  |